# Schedae ad Floram Exsiccatam Austro-Hungaricum
Schedae ad Floram Exsiccatam Austro-Hungaricum (abreviado Sched. Fl. Exs. Austro-Hung.) es un libro con ilustraciones y descripciones botánicas que fue escrito por el botánico, pteridólogo y briólogo austríaco; Anton Kerner von Marilaun y publicado en Viena en 10 fascículos en los años 1881-1913.